# Paul Winter Consort

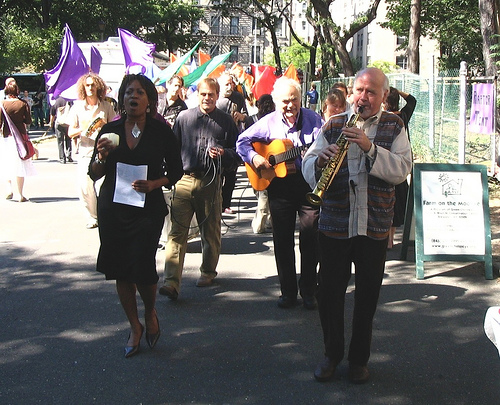
The Paul Winter Consort Saliendo de la Catedral de Saint John the Divine, New York.

Paul Winter Consort es un grupo musical estadounidense liderado por el saxofonista Paul Winter. Fundado en 1967, el grupo mezcla elementos de música clásica, jazz y world music, así como sonidos de animales y de la naturaleza. Los últimos músicos que lo forman son, además de Winter, el percusionista Glen Vélez y el pianista Paul Halley. The Consort ha evolucionado con el paso del tiempo. A lo largo de sus más de 20 años de existencia han pasado por el grupo músicos como David Darling, Paul McCandless, Ralph Towner, Glen Moore, Collin Walcott (todos ellos, posteriores miembros de Oregon), Nancy Rumbel, Jim Scott, Rhonda Larson, Russ Landau, Eugene Friesen, Susan Osborn, Arto Tunçboyaciyan, Paul Sullivan, Mickey Hart, Oscar Castro-Neves, Nóirín Ní Riain, Jordan Rudess, Davy Spillane entre otros que ahora graban también para el sello Living Music. Los músicos McCandless, Towner, Moore, y Walcott formarían luego el grupo Oregón.
The Consort grabó un álbum en el Gran Cañón y da conciertos anuales en los solsticios de verano e invierno en la Cathedral of Saint John the Divine en Nueva York. El Annual Winter Solstice Celebration data de 1980 y ha sido emitido por radio desde 1988 en National Public Radio.
Paul Winter recibió el premio "Courage of Conscience Award" otorgado por Peace Abbey en Sherborn, MA en octubre de 1991.

## Discografía
- 1968 The Winter Consort
- 1969 Something in the Wind (1969)
- 1970 Road, producido por Phil Ramone
- 1972 Icarus - Paul Winter Consort (Epic (currently LM) LMUS 0004)
- 1978 Common Ground, producido por Paul Winter, Oscar Castro-Neves and David
- 1985 Concert For The Earth - Paul Winter Consort (Living Music LMUS 0005)
- 1990 The Man Who Planted Trees - The Paul Winter Consort (Living Music LMUS 0030)
- 1993 Spanish Angel - The Paul Winter Consort (Living Music LMUS 0027) - GRAMMY WINNER.

## Filmografía
- Canyon Consort (1985).